# Plan de numérotation en Nouvelle-Zélande
Le plan de numérotation téléphonique de la Nouvelle-Zélande est l'ensemble des principes et conventions de détermination des numéros de téléphone en Nouvelle-Zélande et dans les îles Pitcairn.

## Histoire
Dans les années 1970, le réseau téléphonique néo-zélandais se composait principalement de commutateurs électromécaniques « pas à pas » de type Strowger ou, dans les centraux importants, d'un mix entre commutateur de type rotatifs et de commutateurs pas à pas. Quelques zones rurales étaient encore desservies par des standards téléphoniques manuels. La longueur des numéros de téléphone locaux variait de 3 à 6 chiffres selon la taille de la circonscription et de sa population. Les appels locaux étaient gratuits (et le sont toujours pour les abonnés locaux). Les appels interurbains (payants) nécessitaient l'intervention manuelle d'un opérateur, qui avait accès aux réseaux payants. L'accès à l'opérateur du réseau payant se faisait en composant le 0. Le service des renseignements était accessible par le 100, les dérangements par le 120 et les services d'urgence par le 111.
Les commutateurs crossbar ont été installés à partir des années 1970, et les commutateurs électroniques à partir de 1982.

### Numérotation interurbaine (codes initiaux)
La numérotation interurbaine des abonnés (STD) a été introduite dans le réseau téléphonique néo-zélandais au milieu des années 1970 après l'introduction de l'automatique interurbain fonctionnant avec des autocommutateurs NEC. Il fallait toujours composer le 0 pour passer un appel payant, mais au lieu d'appeler l'opérateur, on pouvait composer directement le numéro STD. L'accès à l'opérateur se faisait via le 010, tandis que les autres numéros de service restaient inchangés.
Dans le même temps, on a profité de l'occasion pour faire passer le service des renseignements du 100 au 018 et de facturer ce service d'annuaire.
Depuis 1993, les numéros de téléphone fixes en Nouvelle-Zélande se composent d'un indicatif régional à un chiffre et d'un numéro local à sept chiffres. Les trois premiers chiffres indiquent généralement le central et les quatre derniers correspondent à la ligne unique de l'abonné à ce central.

### Longueurs des numéros internationaux
Le préfixe interurbain " 0 " qui est indiqué au début des numéros nationaux, ne fait pas partie du numéro international.
La longueur minimale du numéro après le préfixe international est de trois chiffres. La plupart des numéros, hormis les numéros de service, comportent au moins huit chiffres.
La longueur maximale du numéro après le préfixe international est de neuf chiffres, à l'exception des numéros commençant par 210 qui ont dix chiffres.

## Plan de numérotation actuel
La Nouvelle-Zélande suit un plan de numérotation ouvert. L'indicatif du pays est le 64 . Le préfixe interurbain est le 0 et le préfixe international est le 00.

### Lignes fixes
Les numéros de téléphone fixes néo-zélandais sont composés de huit chiffres, le  "0" initial ne fait pas partie du numéro. Celui-ci se compose d'un indicatif régional à un chiffre et d'un numéro de téléphone à sept chiffres (par exemple : 09 700 1234). Le premier chiffre commence est forcément compris entre 2 et 9 (à l'exclusion du 900, 911 et 999 en raison des erreurs de numérotation). Il existe cinq indicatifs régionaux : 3, 4, 6, 7 et 9. Ceux-ci doivent être composés, après le préfixe interurbain "0", lors de l'appel à l’extérieur de la zone d'appel locale où se trouve l'appelant. Par exemple, un abonné de Christchurch qui appelle Dunedin doit composer le 03, même si Christchurch est également dans la zone 03.
Le préfixe interurbain intérieur combiné et les indicatifs régionaux sont les suivants :
- 02 409 pour la dépendance de Ross (accès direct toute l'année à la base Scott et à la station US McMurdo - accès en été uniquement à la station Zucchelli )
- 03 pour toute l'île du Sud et les îles Chatham
- 04 pour la zone métropolitaine de Wellington et le district de Kapiti Coast (hors Otaki )
- 06 pour Taranaki, Manawatū-Whanganui (à l'exclusion de Taumarunui et du parc national), Hawke's Bay, Gisborne, le Wairarapa et Otaki.
- 07 pour le Waikato (hors Tuakau et Pokeno ) et la Baie de l'Abondance
- 09 pour Auckland, Northland, Tuakau et Pokeno.

Les premiers chiffres du numéro local peuvent indiquer la zone ayant un même numéro. Notez que les noms ci-dessous sont des zones d'appels locaux.

### Téléphones portables
Les numéros des téléphones portables commencent par 02 et sont suivis de sept à neuf chiffres (généralement huit). Les premiers chiffres après le 02 indiquent l'opérateur qui a émis le numéro.
Pour les téléphones portables, les numéros de téléphone doivent toujours être composés en entier.
| Préfixe                                 | Réseau                           | Longueur du numéro | Remarques |
| --------------------------------------- | -------------------------------- | ------------------ | --- |
| 0201 0202                               | Vocus                            |                    | Ce bloc de code était auparavant attribué à Orcon Internet |
| 0203                                    | Voyager                          |                    | Anciennement propriété d'Accelero |
| 0204                                    | Skinny                           | 6 ou 7 chiffres    | Ce bloc de code a été accordé à Spark en échange du bloc de code 028 6 le 15 avril 2011 |
| 0205                                    | Vodafone                         |                    | |
| 0206                                    | Voyager Internet                 |                    | |
| 0207                                    | TeamTalk                         |                    | Non affectable au 5 décembre 2013 |
| 0208                                    | TeamTalk                         |                    | Non affectable au 5 décembre 2013 |
| 0209                                    | TeamTalk                         |                    | Non affectable au 5 décembre 2013 |
| 021                                     | Vodafone                         | 6 à 8 chiffres     | 6 chiffres étaient à l'origine attribués uniquement aux clients en compte ; 7 chiffres sont attribués uniquement aux clients prépayés. |
| 022                                     | 2degrees                         | 7 chiffres         | 2degrees a été lancé en aout 2009. |
| 023                                     | Inutilisé                        |                    | Propriété de Vodafone |
| 024                                     | Inutilisé                        |                    | Protégé par le Comité de gestion 30 janvier 2009 pour préserver l'option d'expansion potentielle du code. |
| 025                                     | Inutilisé                        | 6 ou 7 chiffres    | A été utilisé par Telecom New Zealand jusqu'à sa fermeture le 31 mars 2007. Tous les numéros ont maintenant migré vers 027 (7 chiffres), avec les anciens numéros 025 préfixés par 4 (par exemple 027-4 .. - ....). Telecom a déclaré aux abonnés 025 existants que leur nouveau numéro était simplement leur ancien numéro avec "0274" devant.[réf. nécessaire] |
| 026 0                                   | Anciennement Team Talk           |                    | Ce bloc de code est actif et en cours d'utilisation, mais il est marqué "Non attribuable" car Teamtalk n'est pas actuellement membre du NAD ; cela n'a pas d'incidence sur le routage. Ce bloc de code n'est pas soumis au LMNP. |
| 026 026 1 026 2 026 3 026 4 026 8 026 9 | Spark Nouvelle-Zélande           | 7 chiffres         | Utilisé pour appeler Fleetlink ou d'autres radios partagées à partir d'une ligne téléphonique. Utilisé pour le service de radiomessagerie jusqu'à l'arrêt en 2017 |
| 027                                     | Spark Nouvelle-Zélande           | 7 chiffres         | Anciennement Telecom Nouvelle-Zélande |
| 027 0                                   | Vodafone                         |                    | |
| 028 0                                   | Compass Communications           |                    | |
| 028                                     | CallPlus ou Vocus Communications |                    | |
| 028 4                                   | Two Degrees Mobile               |                    | Ce bloc de code a été attribué à Two Degrees Mobile en échange de 0266 le 17 juillet 2015, Warehouse Mobile a été lancé le 28 novembre 2015 en tant que MVNO sur 2Degrees Mobile |
| 028 85                                  | Vodafone                         |                    | Auparavant attribué à M2 Limited et transféré à Vodafone le 6 novembre 2013 . MVNO sur Vodafone |
| 028 86                                  | Vodafone                         |                    | Auparavant attribué à M2 NZ Limited et transféré à Vodafone le 6 novembre 2013 |
| 028 89                                  | 2Talk                            | 7 chiffres         | |
| 028 96                                  | NOW                              |                    | Anciennement Airnet NZ Ltd |
| 029                                     | TelstraClear (Vodafone)          |                    | Vodafone a acquis TelstraClear en 2012 |

L'introduction de la portabilité des numéros mobiles le 1er avril 2007 a fait qu'un nombre croissant de mobiles fonctionnent avec un réseau différent de celui qui correspond aux premiers chiffres. Pour savoir à quel fournisseur est rattaché un numéro particulier il suffit d'envoyer ce numéro de téléphone mobile au 300. C'est un service gratuit fourni par 2degrees. Ce service fonctionne avec Vodafone et Spark Active.

### Autres numéros

#### Appels gratuits et appels surtaxés
Les numéros gratuits commencent par 0508 ou 0800 et sont suivis généralement de six ou parfois sept chiffres. Les services surtaxés utilisent le code 0900 suivi de cinq chiffres (certains sont à six chiffres). Les numéros au tarif local, tels que les numéros d'accès à Internet, ont le préfixe 08 .. et sont généralement suivis de cinq chiffres.
- 0508 Libre Appel vendu par de nombreux opérateurs de réseau (initialement lancé par Clear Communications en tant que concurrent de la gamme 0800 alors réservée aux télécommunications)
- 0800 Libre Appel vendu par de nombreux opérateurs de réseau (à l'origine uniquement disponible pour Telecom NZ, maintenant connu sous le nom de Spark)
- 08 xy Divers services non géographiques
  - 083210 Service de répondeur Call Minder
  - 08322 Numéros Infocall
  - 0867 Numéros Internet commutés (retirés)
- 0900 Services payants[5]

#### Numéros de service
Les numéros commençant par 01 sont attribués aux services de l'opérateur.
- 010 Opérateur national
- 0170 Opérateur international
- 0172 Service d'annuaire international
- 018 Service d'annuaire national

Les codes "1" sont utilisés pour les services locaux, y compris pour l'activation des fonctions d'échange. Le numéro des services d'urgence est le "111".
- 105 Numéro non urgent de la police.
- 111 Opérateur des services d'urgence (tous les téléphones ; transmis aux pompiers, à la police ou aux secours médicaux si besoin).
- 112 Opérateur de services d'urgence pour mobiles GSM (uniquement) .
- 11 x Non attribuable. Utilisé en interne pour des services d'urgence spécifiques.
- 12 services de dérangements et de vente Spark.
- 13 – 19 Utilisations diverses.

Le réseau mobile reconnaît également les numéros de téléphone commençant par *, notamment :
- *123 Ventes et service Spark Mobile
- * 200 2degrees Ventes et services mobiles
- *222 Service routier de l'association des automobilistes
- * 500 Assistance maritime des garde-côtes
- *555 Services de sécurité routière (appels de la police pour la circulation non urgente)

Les numéros de SMS pour les téléphones portables comportent 3 ou 4 chiffres.

## Numéros fictifs
La Nouvelle-Zélande n'a pas de série dédiée aux numéros de téléphone fictifs. Les émissions de télévision et les films utilisent généralement toutes les plages de numéros disponibles (par exemple, le feuilleton TVNZ Shortland Street utilise la plage de numéros non attribuée (09) 4299. ).

## Indicatifs régionaux mis en réserve
Des indicatifs régionaux supplémentaires sont mis en réserve pour le territoire Néo-Zélandais en cas de besoin. Ils prévoient de partitionner la plupart des régions : 02 (pour Southland, West Coast et Tasman District ), 05 (pour Hawke's Bay, Gisborne et Wairarapa ), 07 (pour Waikato ) et 08 (pour la baie de Plenty ).